# Порта-Теналья
Порта-Теналья (итал. Porta Tenaglia) — бывшие ворота и городской квартал в зоне 1 Милана. Название (в буквальном переводе — «ворота-клещи») происходит от слова «Tenaglia» — системы крепостных стен с воротами, которые находились в северо-западной стороне замка Сфорца, резиденции миланских герцогов династии Сфорца.
Ворота были построены в 1521 году по проекту архитектора Чезаре Чезариано для защиты замка, но уже в 1571 году были снесены Альфонсо Фонсека, который избрал для защиты замка расширение крепостного рва. Название ворот «Tenaglia» дало название деревне, существующей поныне улице Порта Теналья и одноимённому кварталу, а функции ворот в начале девятнадцатого века перешли к Porta Sempione.